# Jean Lascoux
Jean Pierre Lascoux (* 1928; † 2008) war ein französischer theoretischer Physiker.
Lascoux stammte aus Algerien. Er hatte an der University of Manchester und der University of Birmingham studiert, an der er 1958 promoviert wurde und bei Rudolf Peierls war. 1959 bis 1961 (und 1966/67) war er am Institute for Advanced Study in Princeton. Anfang der 1960er Jahre wurde er von Louis Michel, damals Professor an der IHES, an das neu gegründete Labor für Theoretische Physik (CPHT) der École polytechnique geholt, in dem er viele Jahre eine bedeutende Rolle spielte und lange Zeit dessen Vorstand war. 
Er war sehr vielseitig als theoretischer und mathematischer Physiker orientiert. In den 1960er Jahren befasste er sich mit analytischen Eigenschaften der Streumatrix in der Elementarteilchenphysik. In den 1950er Jahren befasste er sich mit Kernphysik und später mit statistischer Mechanik.
1967 erhielt er den Paul-Langevin-Preis.
Ein Saal im CPHT ist nach ihm benannt.
Er übersetzte mit Roland Sénéor das Buch von Wiktor Pawlowitsch Maslow über asymptotische Methoden in der Störungstheorie aus dem Russischen ins Französische.